# Famille Thiroux
Cette page explique l’histoire ou répertorie les différents membres de la famille Thiroux.

## Généralités
Louis XIV donna des lettres de confirmation de noblesse  à Claude Thiroux, avocat au Parlement de Dijon, en 1669, en récompense que lui et son père Denis Thiroux, un des plus célèbres avocats de son temps ; trois fois vierg de la ville d'Autun, trois fois député du Tiers-État d'Autun, près de Louis XIII ; chef du Conseil du prince de Condé, et qui en 1642, à la tête des Autunois défendit la ville contre La Fronde

## Généalogie
- Anne-Philiberte Thiroux de Lailly fille de Jean-Louis Thiroux de Lailly et de Claude Buffot de Millery, épouse son cousin Pierre Thiroux d'Ouarville (1713- 7 mars 1789), conseiller au parlement en 1731, maître des requêtes en 1740, fils de Claude Thiroux de Villercy (1680-1735), conseiller au Grand conseil et Marie-Anne Le Meignan.

## Membres notables de la famille
Par ordre chronologique
- Père Étienne Thiroux, jésuite né en 1647, auteur d'ouvrages religieux[4]
- Dom Jean Thiroux (Autun 1663 - Auxerre 1731), écrivain, prisonnier à la Bastille, théologien, contributeur à Gallia Christiana
- Louis-Lazare Thiroux d'Arconville (1712-1789), président de la Chambre des enquêtes du Parlement de Paris. Mari de Marie-Geneviève-Charlotte Thiroux d'Arconville.
- Marie-Geneviève-Charlotte Thiroux d'Arconville (1720-1805), née Darlus du Tailly, femme de lettres, chimiste, anatomiste. Femme de Louis-Lazare Thiroux d'Arconville.
- Louis Thiroux de Crosne (1736-guillotiné 1794), lieutenant général de police de Paris, fils Louis-Lazare et de Marie-Geneviève-Charlotte Thiroux d'Arconville.
- André-Claude Thiroux de Gervilliers (1737-1810), maréchal de camp, fils Louis-Lazare et de Marie-Geneviève-Charlotte Thiroux d'Arconville.
- Alexandre-Louis Thiroux de Montdésir (1739-1822), lieutenant-général des armées du roi, fils Louis-Lazare et de Marie-Geneviève-Charlotte Thiroux d'Arconville.
- Philibert Thiroux de Chammeville (décédé en 1771).
- Thiroux, fermier général et administrateur de l'hôtel-Dieu de Paris.
- Thiroux de Lailly, administrateur général des postes.

## Châteaux, hôtels, seigneuries, terres
- Hôtel Thiroux de Lailly, dans le Marais à Paris.
- Hôtel Thiroux de Montsauge, aux Champs-Élysées et aujourd'hui dans les jardins de l'observatoire à Paris.
- Hôtel de Guénégaud, dans le Marais à Paris, propriété de la famille Thiroux du milieu du XVIIIe siècle à 1895.
- Hôtel Salé à Paris, acheté par Philibert Thiroux de Chammeville en 1756. À son décès, en 1771, c’est sa fille et son gendre, Louis Leclerc, marquis de Juigné, qui en héritent. Ils ne l'habitent pas. Ils l'ont loué au marquis de La Luzerne, ancien ministre de la Marine.
- Hôtel de Crosne à Rouen, résidence de Louis Thiroux de Crosne, intendant de Rouen de 1778 à 1785.
- Château de Villemesle en Eure-et-Loir, que la famille a embelli au XVIIIe siècle. Avec Claude Thiroux de Villersy en 1717, les seigneuries et justices de Boisgasson, Langley, Bouffry et de la Ferté-de-Fer furent réunies en une seule, celle de Villemesle, qui fut ainsi érigée en châtellenie.

## Hommages
- une rue Thiroux à Paris fut englobée dans la rue de Caumartin
- La ville de Crosne a donné le nom de rue Thiroux d'Arconville à une voie de la commune